# Piper plumanum
Piper plumanum är en pepparväxtart som beskrevs av C. Dc.. Piper plumanum ingår i släktet Piper och familjen pepparväxter. Inga underarter finns listade i Catalogue of Life.